# Populus × berolinensis
Populus × berolinensis is een boom uit de wilgenfamilie (Salicaceae). Hij is ontstaan uit een kruising van Populus laurifolia met Populus nigra 'Italica'. In Nederland staat deze kruising bekend als de Siberische balsempopulier. In Duitsland als de Berliner Pappel omdat deze kruising in 1865 in de botanische tuin van Berlijn is ontstaan.  

## Beschrijving

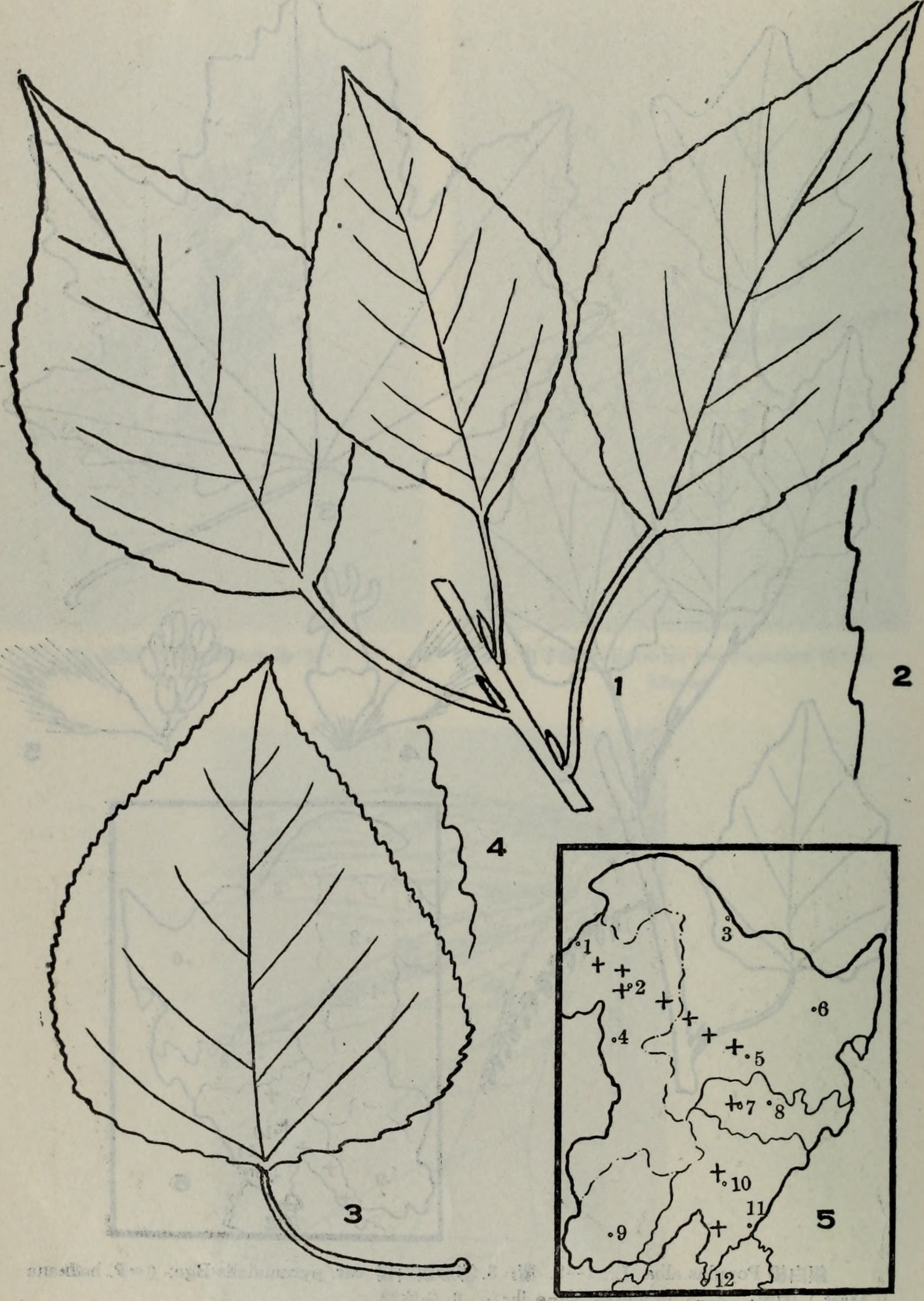
schets

De loofboom lijkt op de Italiaanse populier maar is meer zuilvormig en kan een hoogte bereiken van 25-30  m. Jonge bomen hebben een grijswitte stam en takken. Bij oudere bomen wordt de schors grijzer en gegroefd. De 6-10 cm grote eironde tot spitsgepunte bladeren zijn glanzend donkergroen en hebben een grijsgroene onderzijde. In sommige jaren verkleuren de bladeren geel in de herfst.
De boom bloeit in maart-april met mannelijke katjes.

## Toepassing
De boom is goed windbestending en wordt derhalve toegepast in windsingels, stedelijk gebied, parken en landschappelijke beplantingen. Hij prefereert vochtige, vruchtbare bodem, zuur tot neutraal. De siberische balsempopulier kan een leeftijd bereiken van 80 - 100 jaar.
... ·  
P. ×acuminata · 
P. adenopoda · 
P. afghanica · 
P. alba (Witte abeel) · 
P. angustifolia (Smalbladige populier) · 
P. balsamifera (Ontariopopulier) · 
P. ×berolinensis (Siberische balsempopulier) · 
P. ×canadensis (Canadapopulier) · 
P. candicans · 
P. ×canescens (Grauwe abeel) · 
P. cathayana · 
P. davidiana · 
P. deltoides (Amerikaanse populier) · 
P. euphratica · 
P. fremontii · 
P.  grandidentata (Grofgetande populier) · 
P. guzmanantlensis ·  
P. heterophylla (Hartbladige populier) · 
P. ilicifolia · 
P. ×interamericana (Zwarte balsemhybride) · 
P. ×jackii · 
P. koreana · 
P.  lasiocarpa (Ruwe populier) · 
P. laurifolia (Laurierpopulier) · 
P. maximowiczii (Koreaanse balsempopulier) · 
P. mexicana · 
P. nigra (Zwarte populier) · 
P. nigra var. italica (Italiaanse populier) · 
P. rotundifolia · 
P. sieboldii · 
P. simonii (Chinese balsempopulier) · 
P. suaveolens · 
P. szechuanica · 
P. ×tomentosa ·  
P. tremula (Ratelpopulier) · 
P. tremuloides (Amerikaanse ratelpopulier) · 
P. trichocarpa (Zwarte balsempopulier) · 
P. tristis · 
P. wilsonii (Wilsonpopulier) · 
P. yunnanensis · 
...